# 大学广场 (弗罗茨瓦夫)

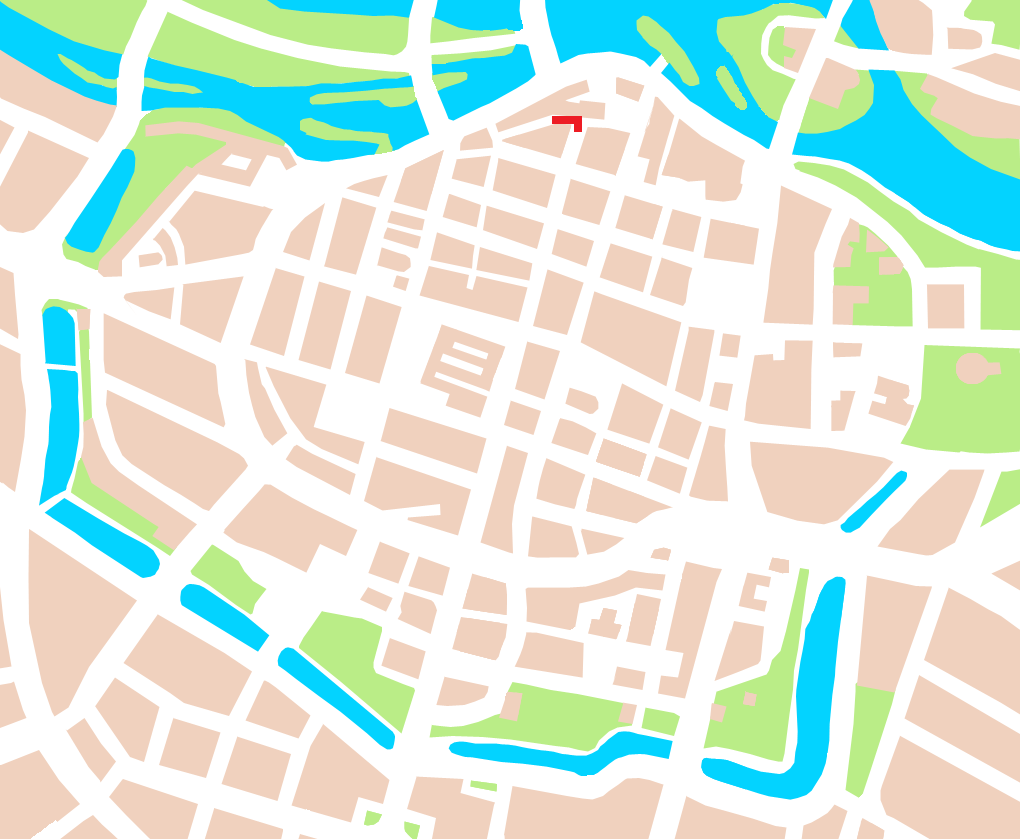
位置

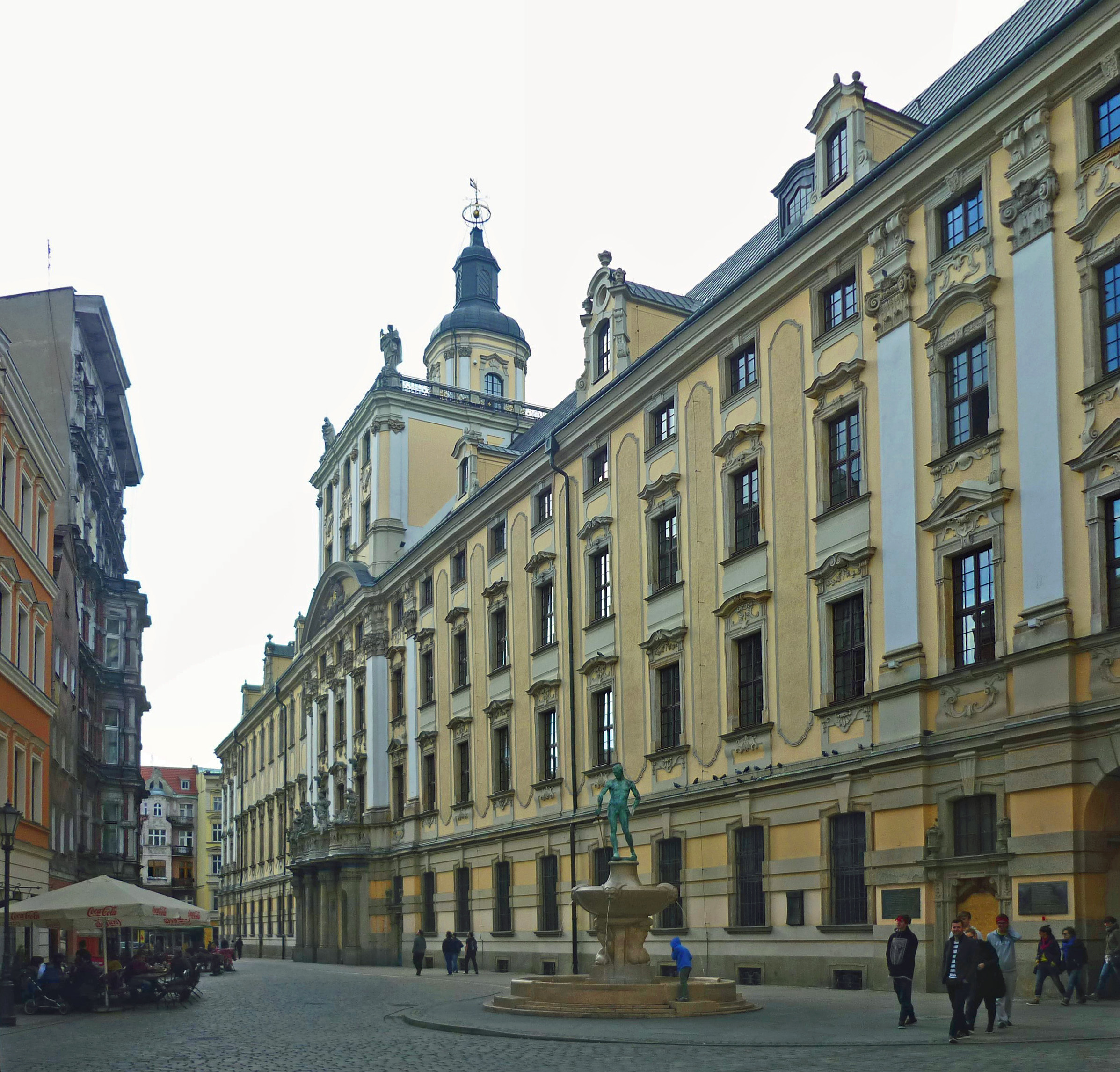

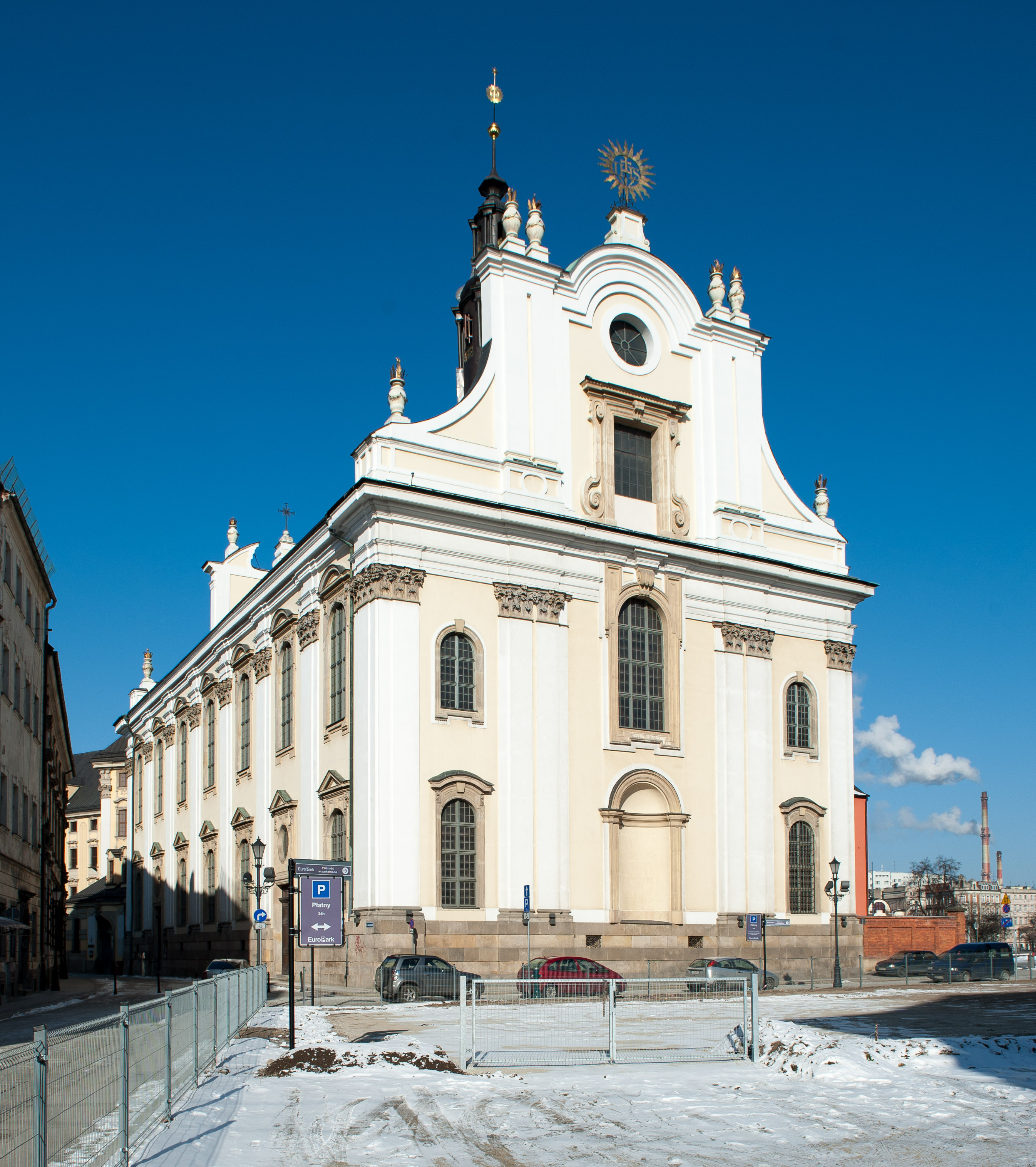
耶稣圣名堂

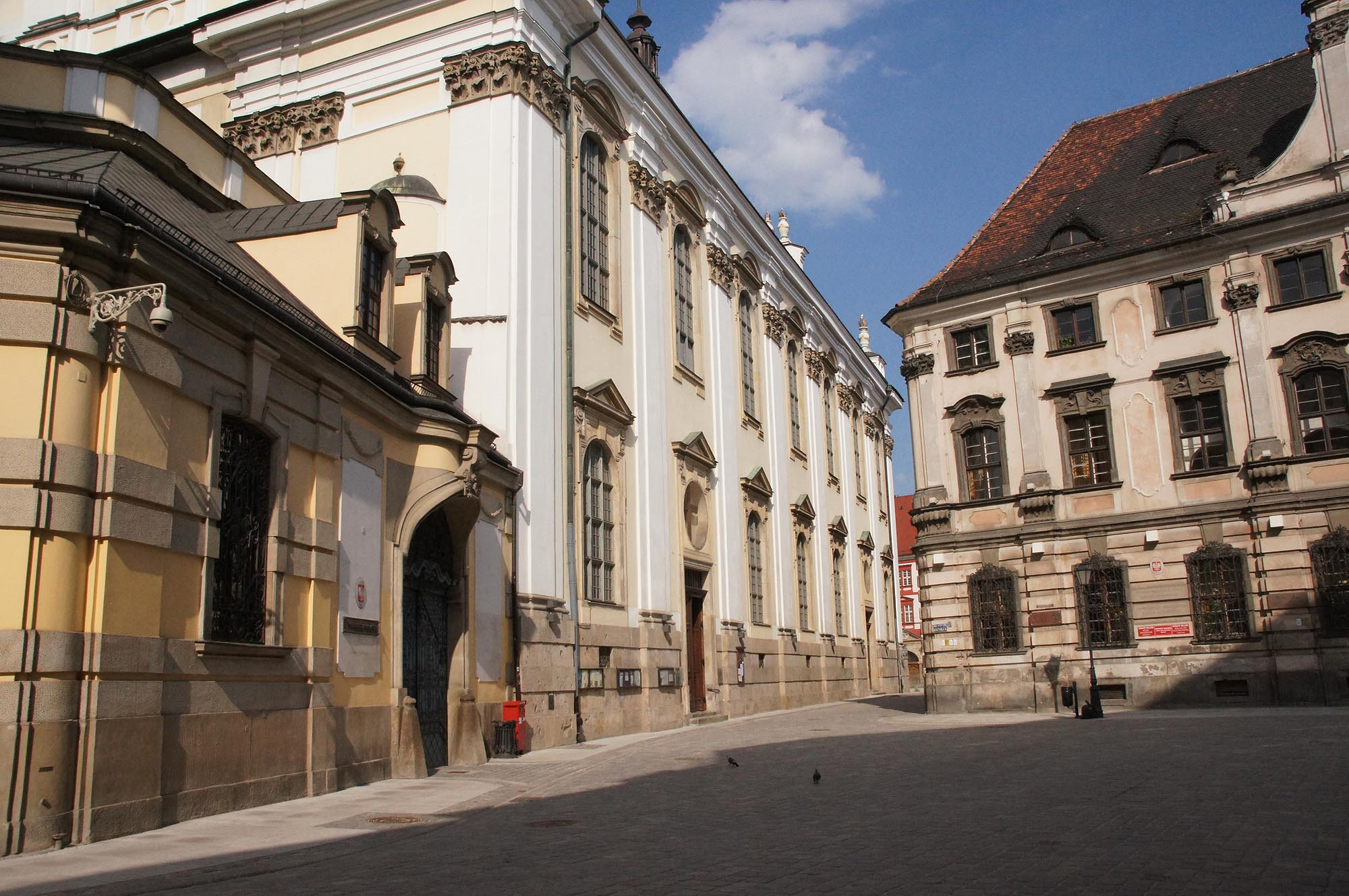
教堂和修道院

大学广场（波兰语：Plac Uniwersytecki；德语：Universitäts Platz）是弗罗茨瓦夫旧城的一个广场。弗罗茨瓦夫大学主楼位于此处。广场为步行区，从东到西为257米。

## 街道
周围街道包括：
- 亚历山德拉·弗雷德里（Ulica Aleksandra Fredry）：从广场到格罗兹卡街
- 铁匠街（Ulica Kuźnicza）：[5][6]
- 舍夫斯卡街（Ulica Szewska）：广场的东端
- 监狱街（Ulica Więzienna）: 广场的西端

在广场北侧的弗罗茨瓦夫大学主楼后面，是与广场平行的格罗兹卡街（Ulica Grodzka），滨临奥得河。大学主楼内修建了一条通道，连接广场与格罗兹卡街和大学桥（Mosty Uniwersyteckie），构成通往老城的一个入口. 曾经有一条有轨电车轨道运行，现在已经关闭，但部分轨道仍然存在。
南边则是大学街（Ulica Uniwersytecka），再往前就是中央集市广场。

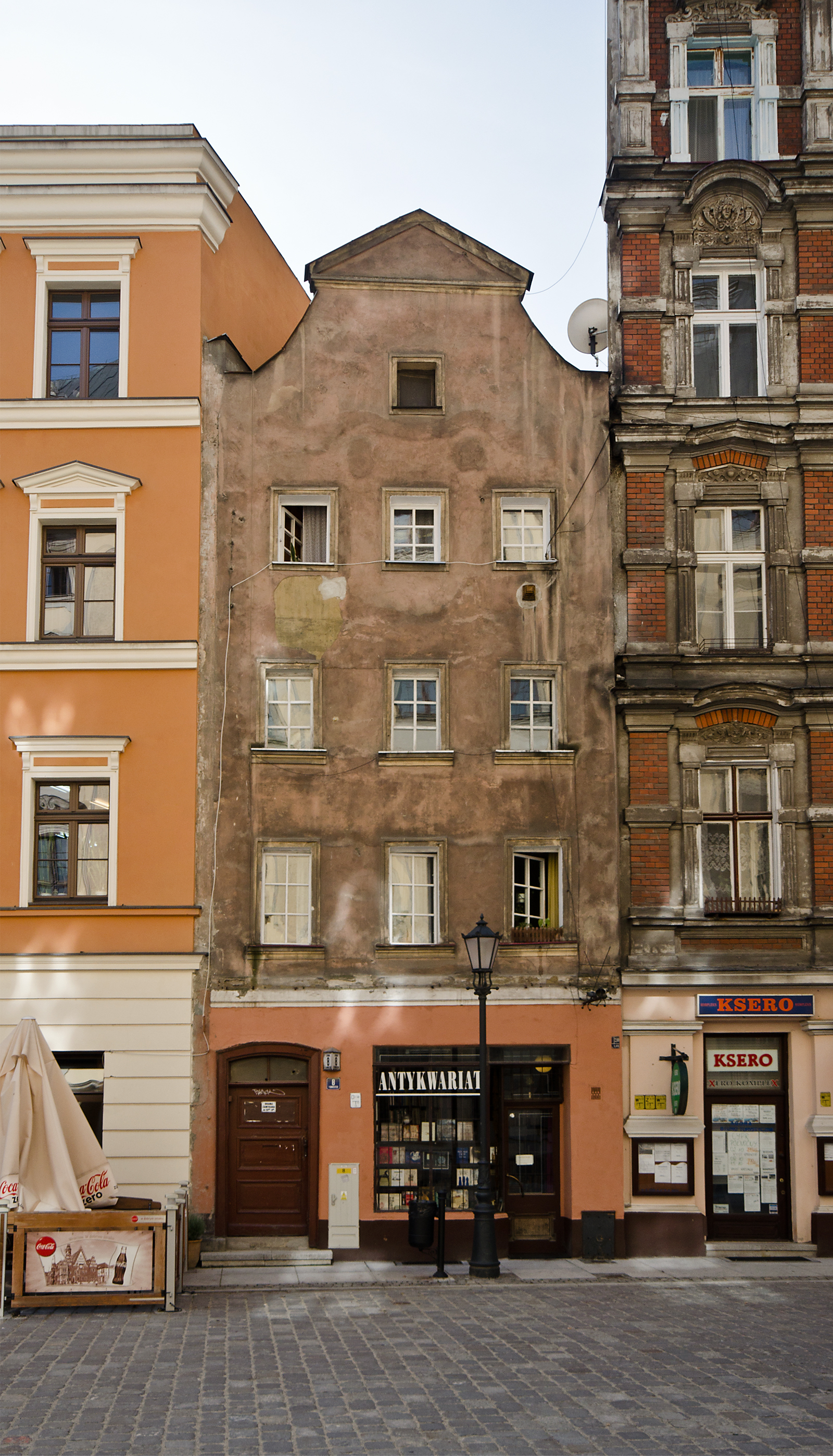
8号

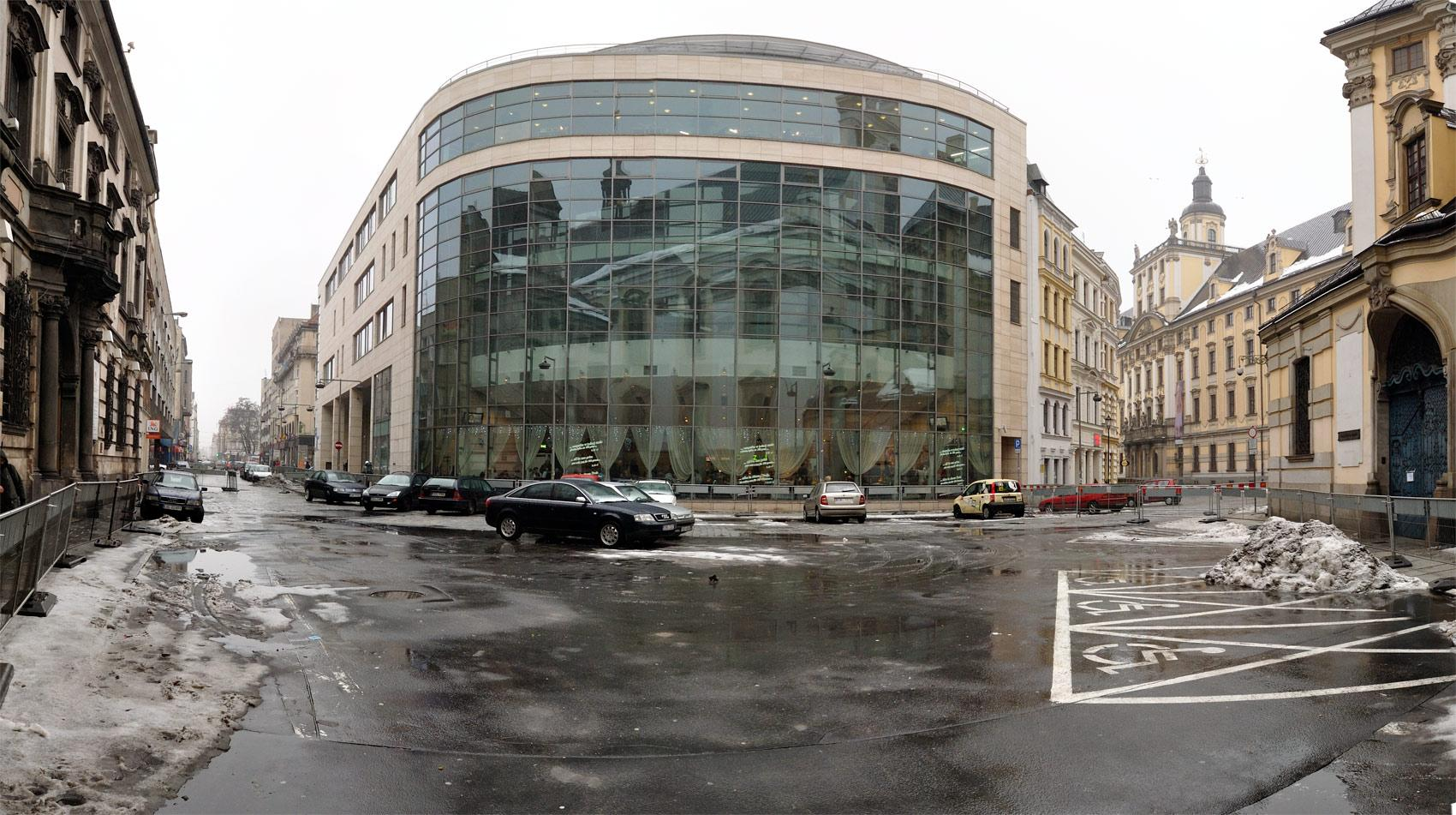
Bud.法学院

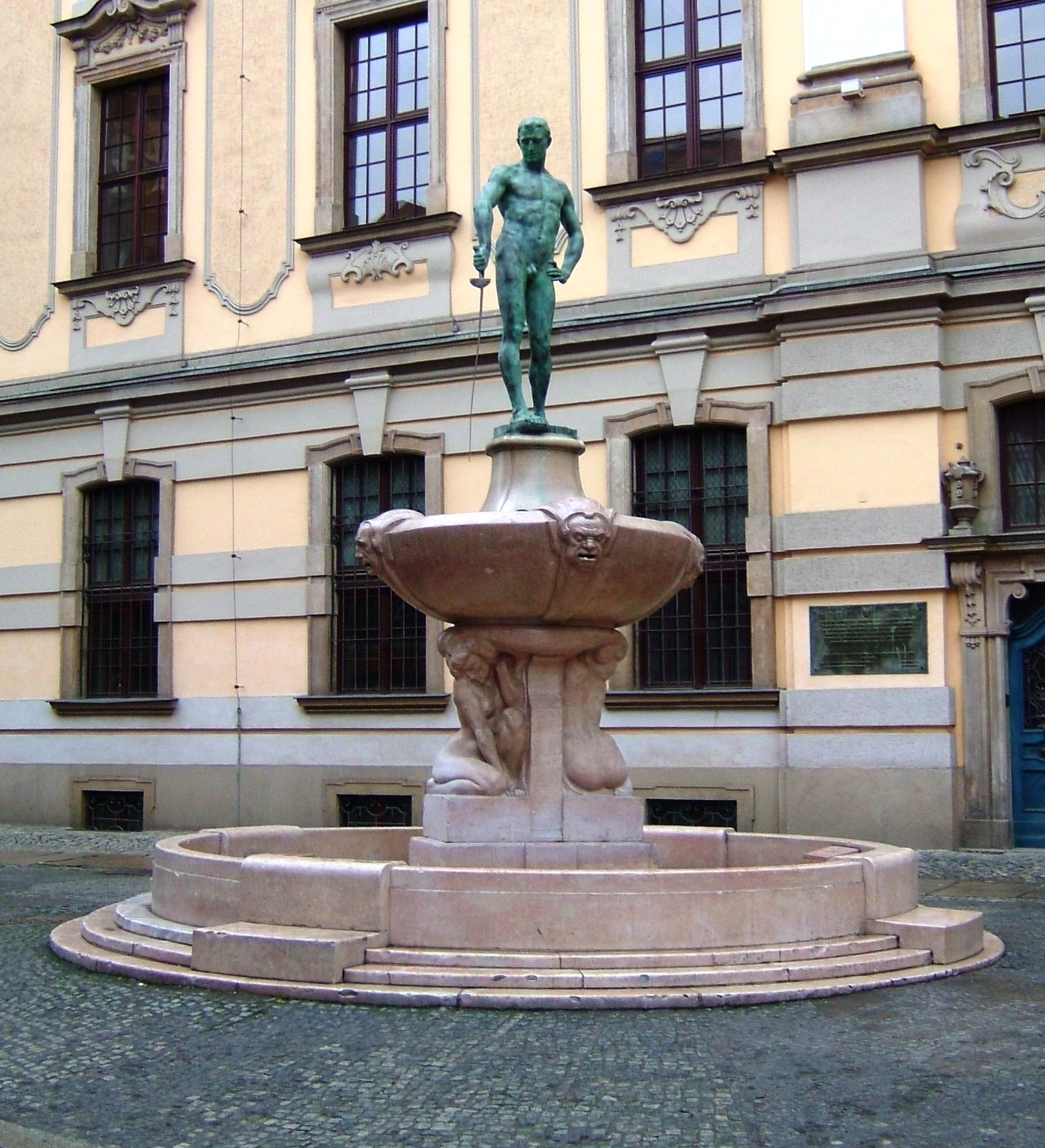
剑客喷泉

## 保护古迹

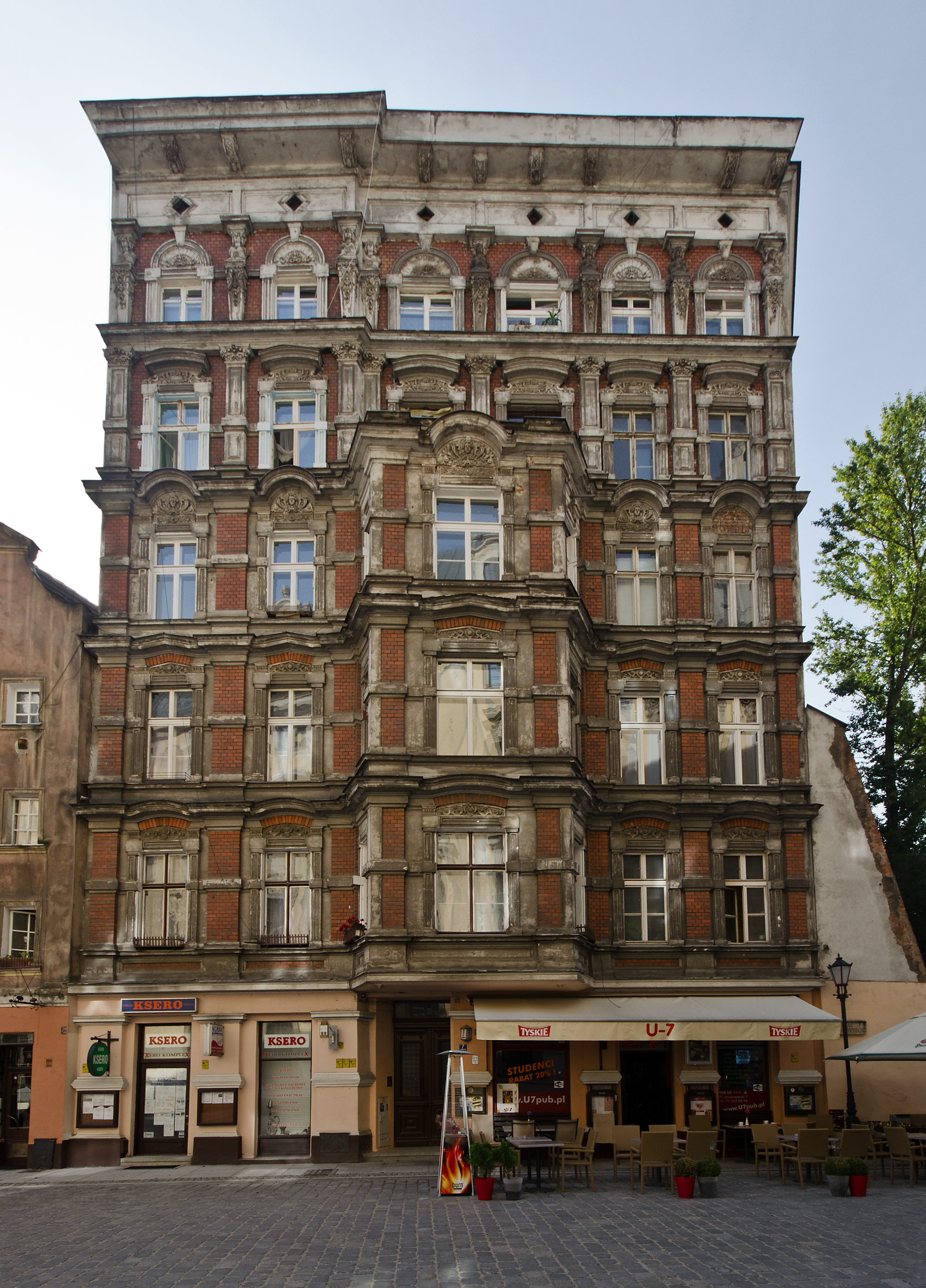
7号

广场及周边建筑受到各种形式的保护，包括：波兰文化遗产以及旧城保护区（1962年2月15日、1967年5月12日）。
- 耶稣会修道院建筑群，包括：
  - 耶稣圣名堂，1689–1698年，大学广场1a：1947年11月26日、1962年2月6日[18]。
  - 耶稣会学院，目前是弗罗茨瓦夫大学主楼，建于1726年至1732年，大学广场1号：1949年3月29日、1962年2月15日[18]。
- 大学广场7、8、10、11/12、13号，18-19世纪，1976年7月24日[18]。
- 大学广场15号公寓楼，18-19世纪，1962年2月15日[18]。
- 圣若瑟车队（konwikt św. Józefa），铁匠街35号，1947年11月20日、1962年2月6日[19]